# Genio incompreso... ma non troppo
Genio incompreso... ma non troppo (Genius) è un film per la televisione del 1999.

## Trama
Charlie Boyle, genio della fisica ed amante dell'hockey su ghiaccio, è stanco di non avere amici. Già non è facile essere al liceo alla tenera età di 15 anni e come se non bastasse sta aiutando uno scienziato a vincere la gravità. Incontra Claire Addison: una bella ragazza figlia di uno degli allenatori della Northern Lights che è anche il suo tutor: per conquistarla e farsi nuovi amici, Charlie cambia il suo aspetto ed assume l'immagine di Chaz Anthony, un ragazzo scansafatiche e cattivo e si iscrive ad un'altra scuola. Gestire due vite allo stesso tempo però può essere difficile, anche per un genio.
(f.)

## Curiosità
- Verso la fine del film, Charlie dice che l'elettricità ha invertito la polarizzazione del gravitone, permettendo quindi loro di vincere la gravità. Tuttavia, nella scienza gli opposti si attraggono, ed oggetti con la stessa polarizzazione si respingono l'uno con l'altro. Quindi, per farli vincere la gravità, la corrente elettrica in realtà avrebbe dovuto rendere una carica positiva.
- Sia Trevor Morgan che Charles Fleischer hanno lavorato insieme nel film di Steven Spielberg - Jurassic Park III e Chi ha incastrato Roger Rabbit.
- La trama del film si basa sull'infanzia della scrittrice Naomi Krupitsky Wernham.